# Campionato lettone di calcio a 5
Il campionato lettone di calcio a 5 è un insieme di tornei di calcio a 5, nazionali e regionali, organizzati dalla Federazione calcistica della Lettonia. La prima divisione è chiamata "Virslīga".

## Storia
Il campionato lettone si svolge regolarmente dalla stagione 1997-98 ed è storicamente dominato dalle formazioni di Riga. All'infuori della capitale, le uniche squadre capaci di vincere la Virslīga sono state lo Spīdvejs di Daugavpils (1997-98) e il Kauguri di Jūrmala (2006-07). Nelle prime edizioni, l'esito della competizione è stato estremamente incerto: solamente il Policijas e il Raba sono stati capaci di bissare il successo. Il secondo decennio ha visto l'ascesa del Nikars, capace di vincere 12 titoli consecutivi. Dopo il ridimensionamento di quest'ultimo il Petrow (divenuto in seguito Riga FC) ha imposto una nuova egemonia, conquistando quattro delle cinque edizioni disputate tra il 2019 e il 2024.

## Albo d'oro
- 1997-1998:  Spīdvejs (1)
- 1998-1999:  AVG Riga (1)
- 1999-2000:  Lido Riga (1)
- 2000-2001:  Policijas (1)
- 2001-2002:  Policijas (2)
- 2002-2003:  OMA Riga (1)
- 2003-2004:  Bugroff Riga (1)
- 2004-2005:  Raba (1)
- 2005-2006:  Raba (2)
- 2006-2007:  Kauguri (1)

- 2007-2008:  Nikars (1)
- 2008-2009:  Nikars (2)
- 2009-2010:  Nikars (3)
- 2010-2011:  Nikars (4)
- 2011-2012:  Nikars (5)
- 2012-2013:  Nikars (6)
- 2013-2014:  Nikars (7)
- 2014-2015:  Nikars (8)
- 2015-2016:  Nikars (9)
- 2016-2017:  Nikars (10)

- 2017-2018:  Nikars (11)
- 2018-2019:  Nikars (12)
- 2019-2020:  Petrow (1)
- 2020-2021:  Raba (3)
- 2021-2022:  Petrow (2)
- 2022-2023:  Petrow (3)
- 2023-2024:  Riga FC (4)